# Rață mică cu aripi albastre
Rața mică cu aripi albastre (Spatula discors) este o specie de pasăre din familia Anatidae a rațelor, gâștelor și lebedelor. Este unul dintre membrii mai mici ai grupului de rațe, fiind prezentă în America de Nord, unde se reproduce din sudul Alaskăi până în Nova Scotia și la sud până în nordul Texasului. Iernează de-a lungul coastelor Pacificului și Atlanticului și la sud în insulele Caraibe și America Centrală.

## Taxonomie
Prima descriere oficială a raței mici cu aripi albastre a fost făcută de naturalistul suedez Carl Linnaeus în 1766, în cea de-a douăsprezecea ediție a lucrării sale Systema Naturae. El a inventat numele binomial Anas discors. Un studiu filogenetic molecular de comparare a secvențelor de ADN mitocondrial publicat în 2009 a constatat că genul Anas, așa cum era definit atunci, nu era monofiletic. Genul a fost ulterior împărțit în patru genuri monofiletice, iar zece specii, inclusiv rața mică cu aripi albastre, au fost mutate în genul Spatula. Acest gen a fost propus inițial de zoologul german Friedrich Boie în 1822. Numele Spatula provine din latinescul „lingură” sau „spatulă”. Epitetul specific discors înseamnă în latină „diferit” sau „în contradicție”.

## Galerie

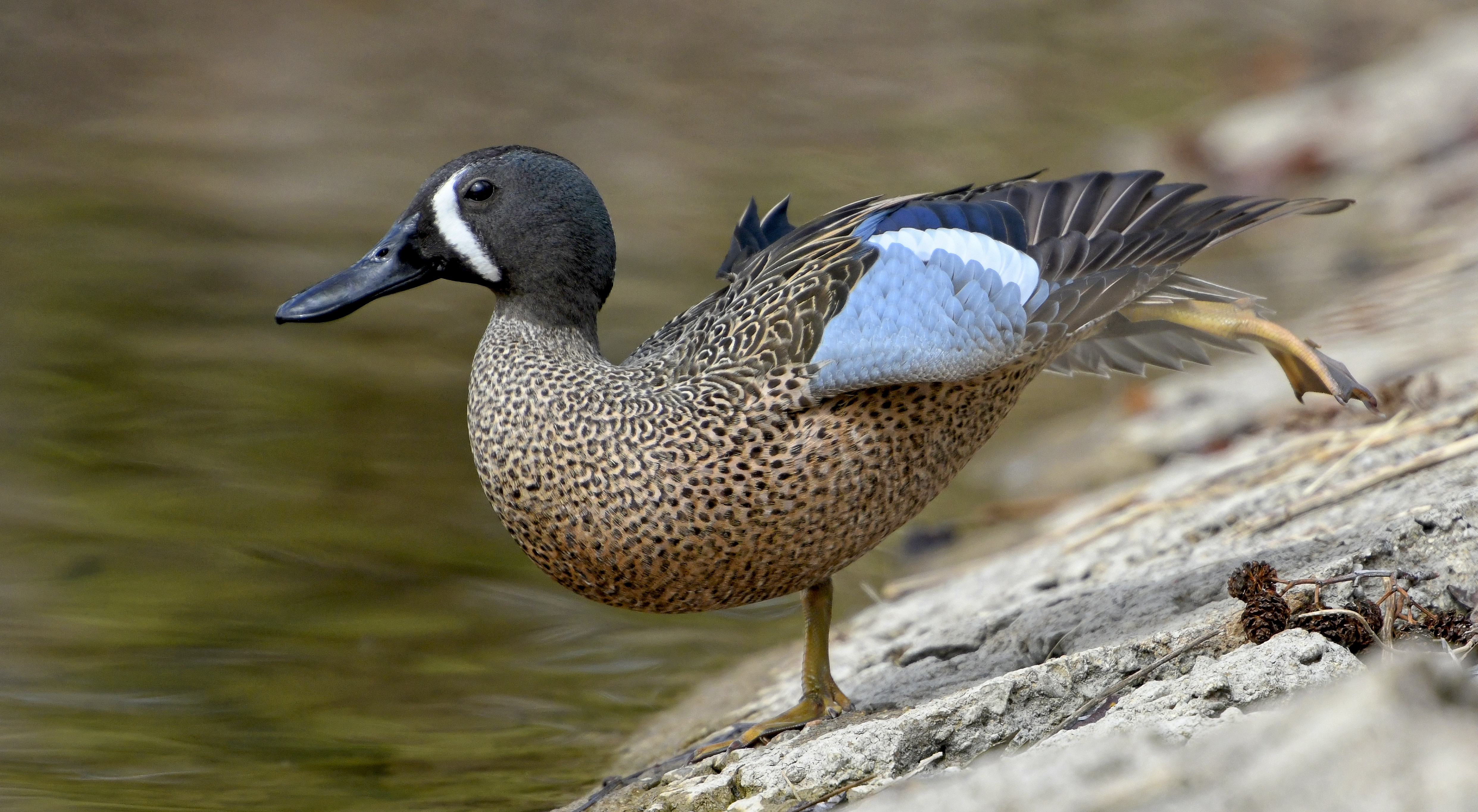
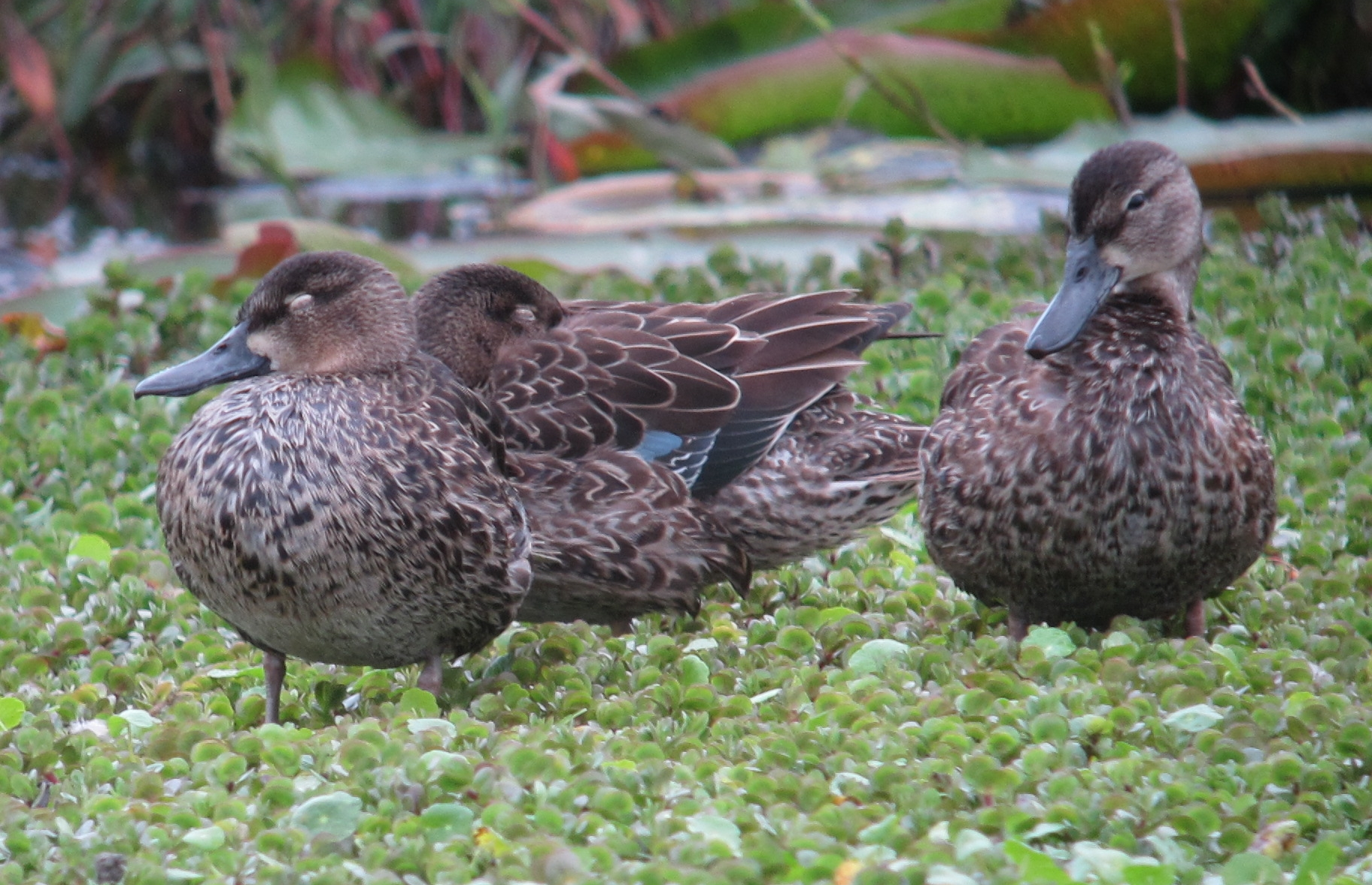
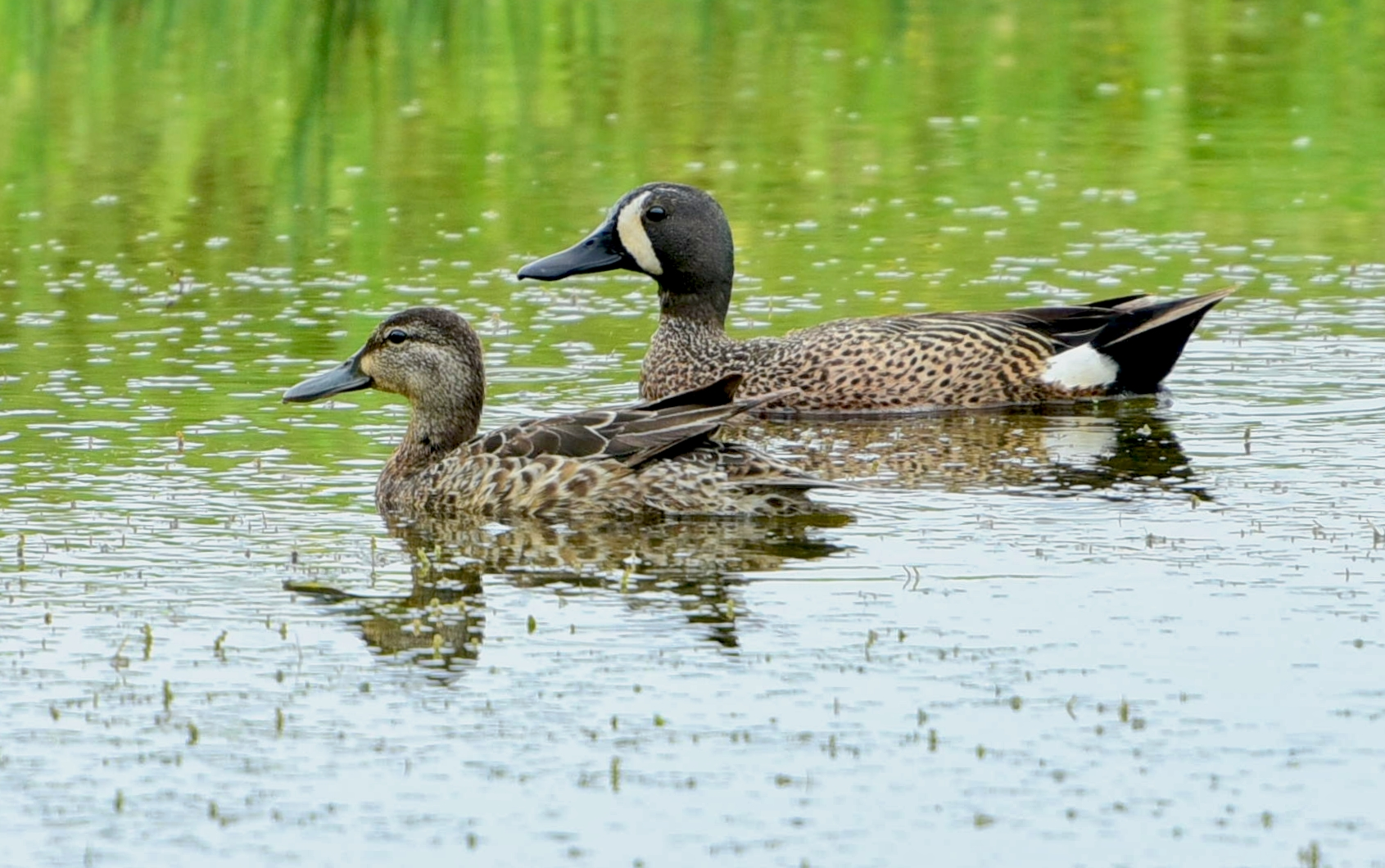
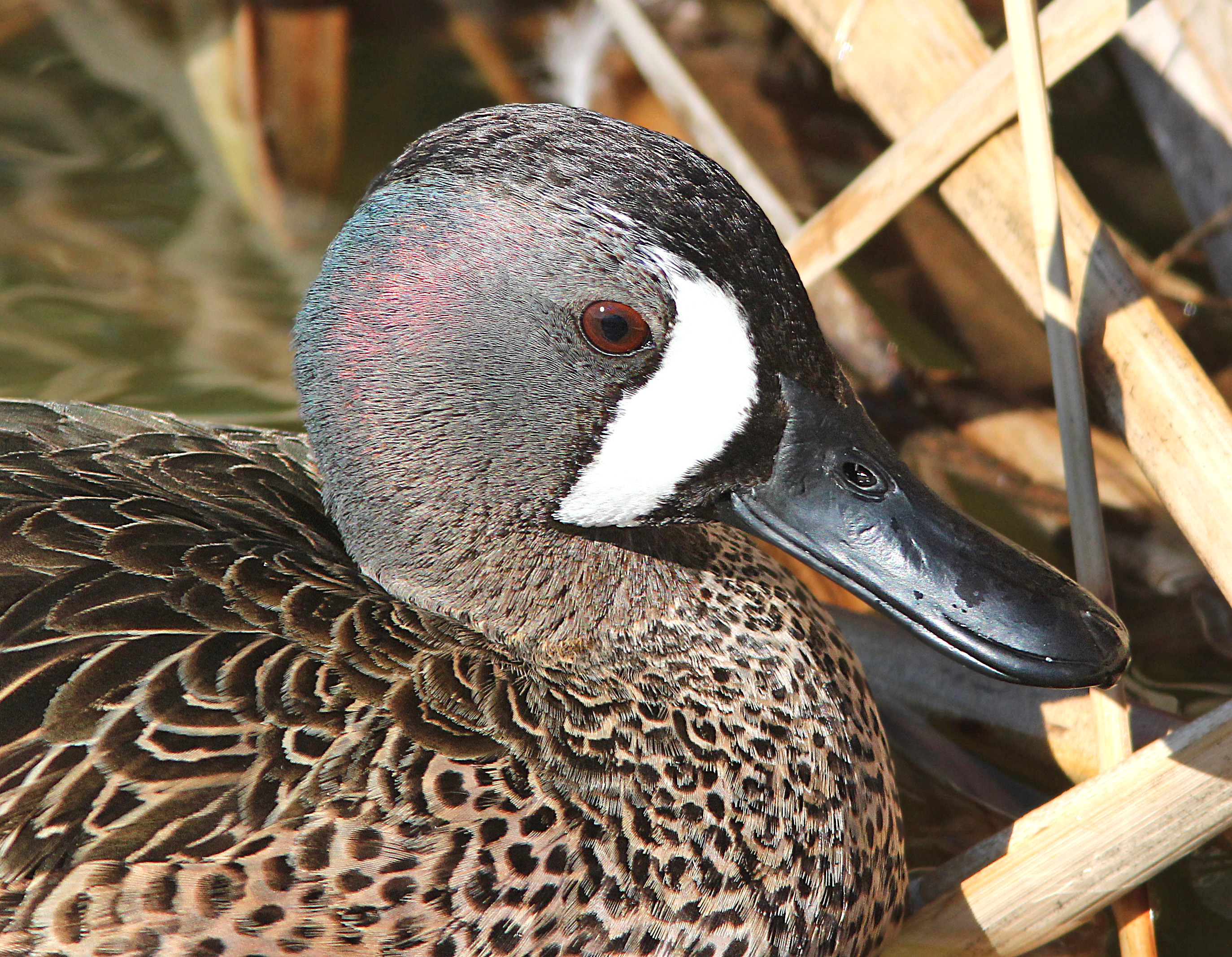
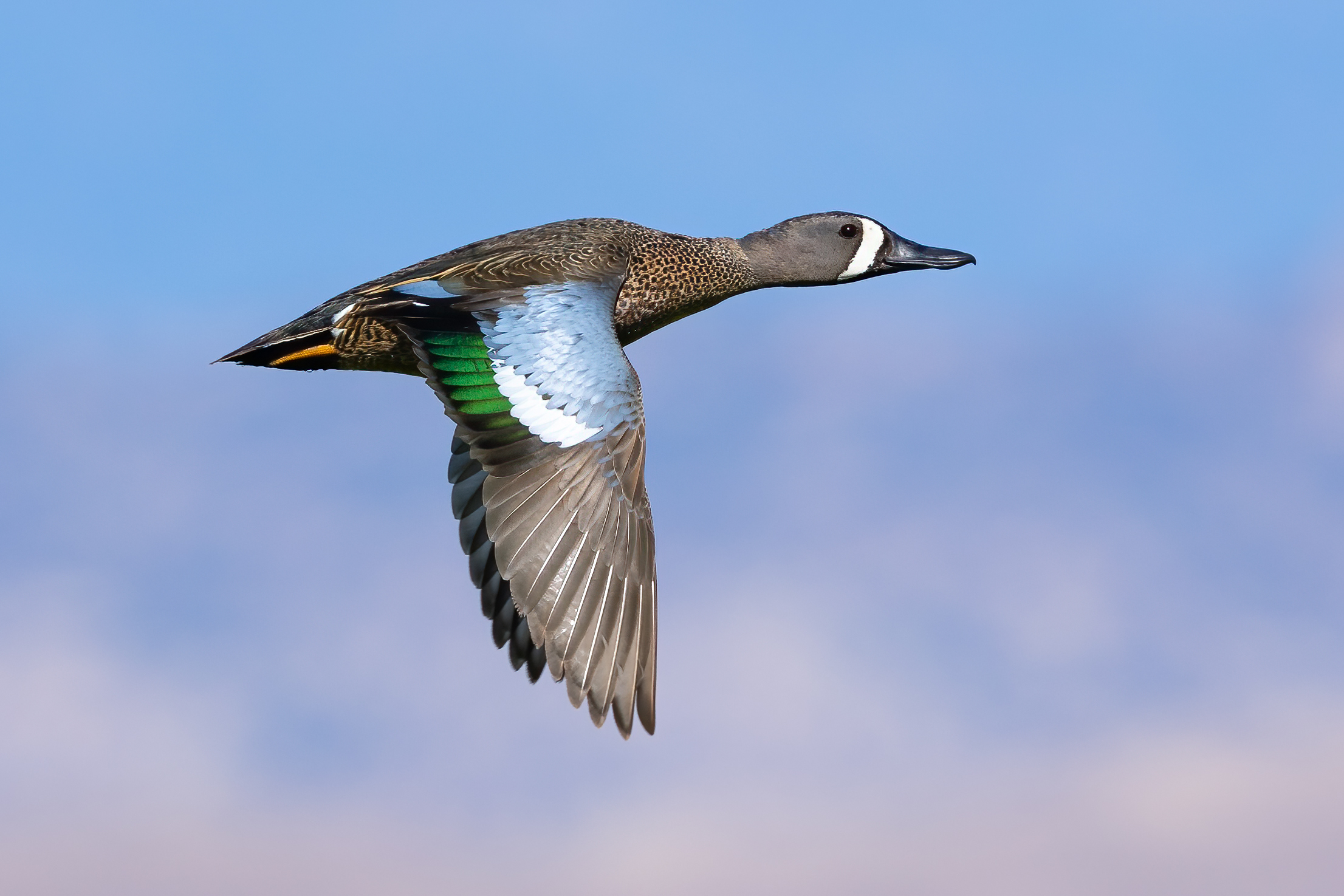
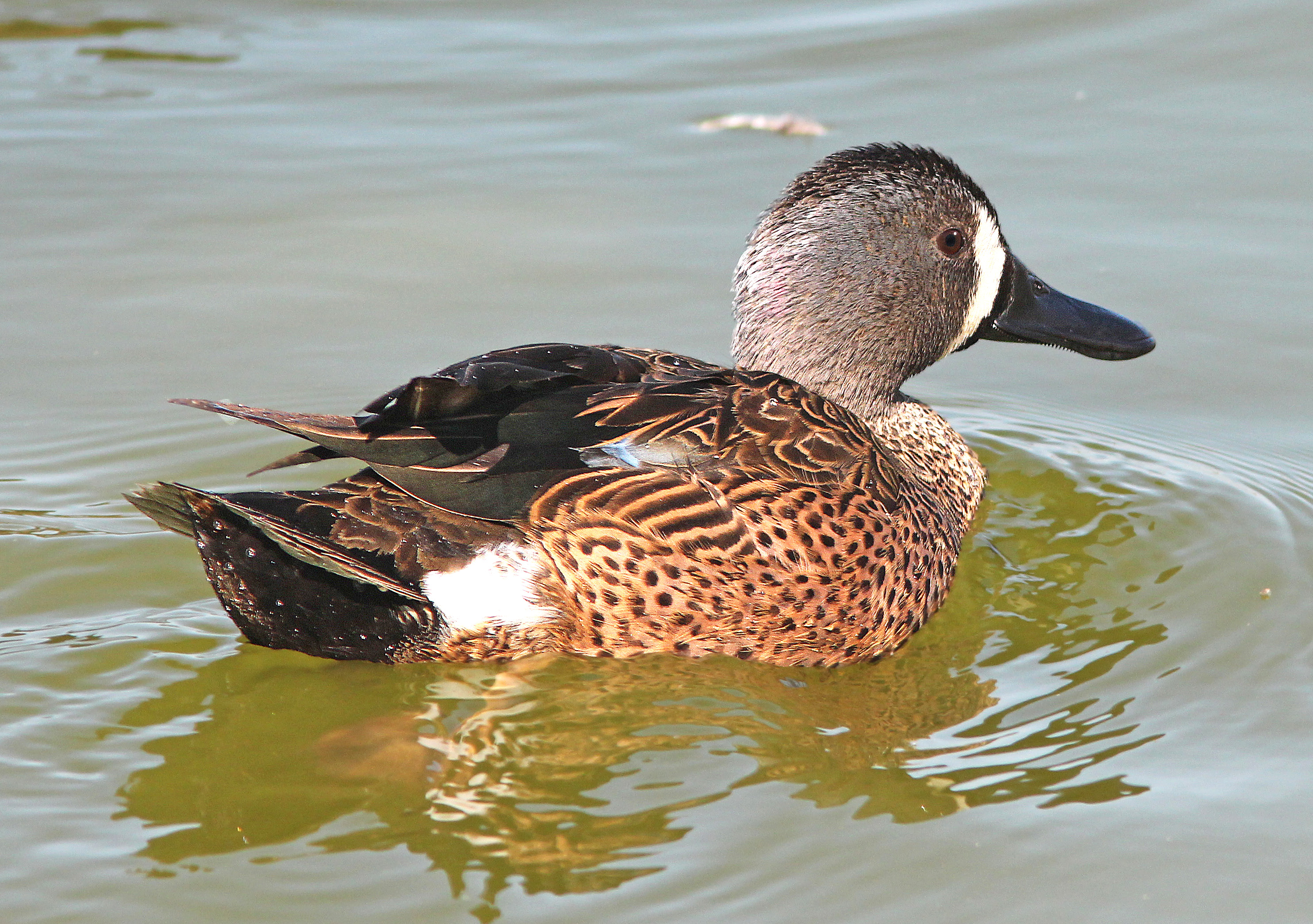